# كريستيان هانسن (لاعب جمباز فني)
كريستيان هانسن (بالدنماركية: Christian Hansen)‏ هو لاعب جمباز فني دنماركي، ولد في 24 سبتمبر 1891 في فريديريكا في الدنمارك، وتوفي في 13 يونيو 1961 في كوبنهاغن في الدنمارك.

## وصلات خارجية
- كريستيان هانسن على موقع أوليمبيديا (الإنجليزية)